# Heribert Anzinger
Heribert M. Anzinger (* 1973 in München) ist ein deutscher Rechtswissenschaftler und Hochschullehrer an der Universität Ulm.

## Leben
Anzinger studierte von 1993 bis 1998 Rechts- und Wirtschaftswissenschaften an der Universität Bayreuth. Dort legte er 1998 sein Erstes Juristisches Staatsexamen mit der Zusatzqualifikation zum Wirtschaftsjurist ab. Sein anschließendes Referendariat im Bezirk des Oberlandesgerichts München schloss er 2000 mit dem Zweiten Staatsexamen ab. Anschließend war er als selbstständiger Gutachter zu gesellschafts-, kartell- und steuerrechtlichen Fragestellungen bei Unternehmensveräußerungen und Unternehmensnachfolgeplanungen tätig, während er gleichzeitig im Seminar im Internationalen Steuerrecht am Institut für Politik und Öffentliches Recht der Universität München an seiner Promotion arbeitete. 2006 schloss er die unter Betreuung von Susanne Sieker entstandene Promotion zu einem steuerrechtlichen Thema ab und wurde zum Dr. iur. promoviert. Für diese Promotion erhielt er 2006 den Albert-Hensel-Preis.
Anschließend arbeitete Anzinger als wissenschaftlicher Mitarbeiter von Uwe H. Schneider an der TU Darmstadt. Von 2007 bis 2012 war er Juniorprofessor für Steuerrecht an der TU Darmstadt. Seit 1. Juli 2012 ist Anzinger ordentlicher Professor für Wirtschafts- und Steuerrecht an der Universität Ulm und leitet dort seit 1. Juli 2025 das Institut für Wirtschafts- und Steuerrecht sowie Digitalisierung des Rechts.

## Auszeichnungen
- Athene Preis für Gute Lehre im Fachbereich Rechts- und Wirtschaftswissenschaften der Carlo und Karin Giersch Stiftung an der Technischen Universität Darmstadt 2011
- Universitätspreis für besondere Verdienste und Erfolge in der Lehre der Freunde der Technischen Universität Darmstadt 2010
- Postbank Finance Award 2009
- Erster Platz mit fünf Studierenden des FB 1
- Wissenschaftlicher Nachwuchspreis der Vereinigung von Freunden der Technischen Universität Darmstadt 2009
- Albert-Hensel-Preis 2006, Hans-Flick-Ehrenpreis 2006, Förderpreis der Nürnberger Steuergespräche 2006.

Quelle:

## Werk
Anzingers Forschungsschwerpunkte liegen vor allem im deutschen und internationalen Finanz- und Steuerrecht, insbesondere dem Einkommensteuer- und Körperschaftsteuergesetz, mit deren Bezügen zum Zivil-, Gesellschafts- und Kapitalmarktrecht.
- Anscheinsbeweis und tatsächliche Vermutung im Ertragsteuerrecht – Anwendungsgrundsätze am Beispiel der Rechtsprechung des Bundesfinanzhofs zu Liebhaberei und gewerblichem Grundstückshandel. Nomos, Baden-Baden 2006, ISBN 978-3-8329-2298-6 (Dissertation).